# Palomena
Palomena (лат.) — род клопов из семейства настоящие щитники.

## Описание
Вершина наличника острая, спереди закрыта или почти закрыта скуловыми пластинками. Верх в очень мелкой чёрной пунктировке, одноцветный. Низ нередко желтоватый.

## Классификация
В состав рода входят.
- Palomena amplificata (Distant, 1880)
- Palomena amurensis (Reuter)
- Palomena angulata (Puton, 1871)
- Palomena angulosa (Motschulky, 1861)
- Palomena prasina (Linnaeus, 1761) — боковые края переднеспинки впереди прямые или слегка выемчатые. 2-й и 3-й членик усиков почти одинаковой длины.
- Palomena viridissima (Poda, 1761) — боковые края переднеспинки впереди слегка выгнутые. 2-й членик усика на 1/3 — 1/5 длиннее 3-го.

## Кариотип
В диплоидном наборе насчитывается восемь пар хромосом.

## Палеонтология
В ископаемом состоянии известны из эоценовых отложений Франции.